# Wenona Steven
Wenona Steven (* 6. Dezember 1978), verheiratete Wenona Eoe, ist eine ehemalige nauruische Sprinterin. Bei den Leichtathletik-Weltmeisterschaften 1993 vertrat sie gemeinsam mit Fredrick Canon ihr Heimatland. 

## Leben und Karriere
Im zweiten Vorlauf über 100 Meter belegte Steven am 15. August 1993 bei den Weltmeisterschaften im Stuttgarter Gottlieb-Daimler-Stadion in einer Zeit von 14,70 Sekunden den achten und letzten Platz. Damit war Steven gemeinsam mit der Komorerin Said Nassianti die langsamste aller 55 Teilnehmerinnen der Vorläufe. Steven stammt aus dem Distrikt Meneng und ist seit Februar 2000 mit Daniel Eoe verheiratet.